# Laurence Equilbey
Laurence Equilbey (født 6. marts 1962 i Paris i Frankrig) er en fransk dirigent, især kendt for sit arbejde med korrepertoire.
Equilbey studerede klaver og fløjte som ung, og fik formel musikundervisning i Paris, Wien, London og Skandinavien. Blandt hendes lærere er Eric Ericson, Denise Ham, Colin Metters og Jorma Panula.
Equilbey grundlagde kammerkoret Accentus i 1991, og er fortsat deres musikdirektør. Med Accentus har hun dirigeret indspilninger til albums udgivet for pladelabels såsom Naïve.  I 1995 grundlagde Equilbey Jeune Chœur de Paris, som i 2002 blev gjort til en afdeling af Conservatoire à rayonnement régional de Paris, som hun leder sammen med Geoffroy Jourdain. Siden 2009–10 sæsonen, har Equilbey sammen med Accentus været associeret kunstner hos Ensemble Orchestral de Paris.
Equilbey opfandt "e-tuneren", en elektronisk måde at stemme kvarttoner og trediedelstoner. Udenfor den konventionelle klassiske musik er hun samarbejdspartner i Private Domain-projektet, som bl.a. har arbejdet med Émilie Simon, Murcof, Para One, og Marc Collin fra Nouvelle Vague.
I 2008 blev Equilbey udnævnt til Chevalier af Æreslegionen.